# Lúčka (Sabinov)
Lúčka é um município da Eslováquia, situado no distrito de Sabinov, na região de Prešov. Tem 3,89 km² de área e sua população em 2018 foi estimada em 697 habitantes.

## Demografia
| Ano:        | 1994 | 2004   | 2014   | 2024   |
| ----------- | ---- | ------ | ------ | ------ |
| Broj ljudi: | 667  | 679    | 685    | 679    |
| Razlika:    |      | +1,79% | +0,88% | -0,87% |

| Ano:               | 2023 | 2024   |
| ------------------ | ---- | ------ |
| Número de pessoas: | 681  | 679    |
| Diferença:         |      | -0,29% |